# إعصار خارج استوائي

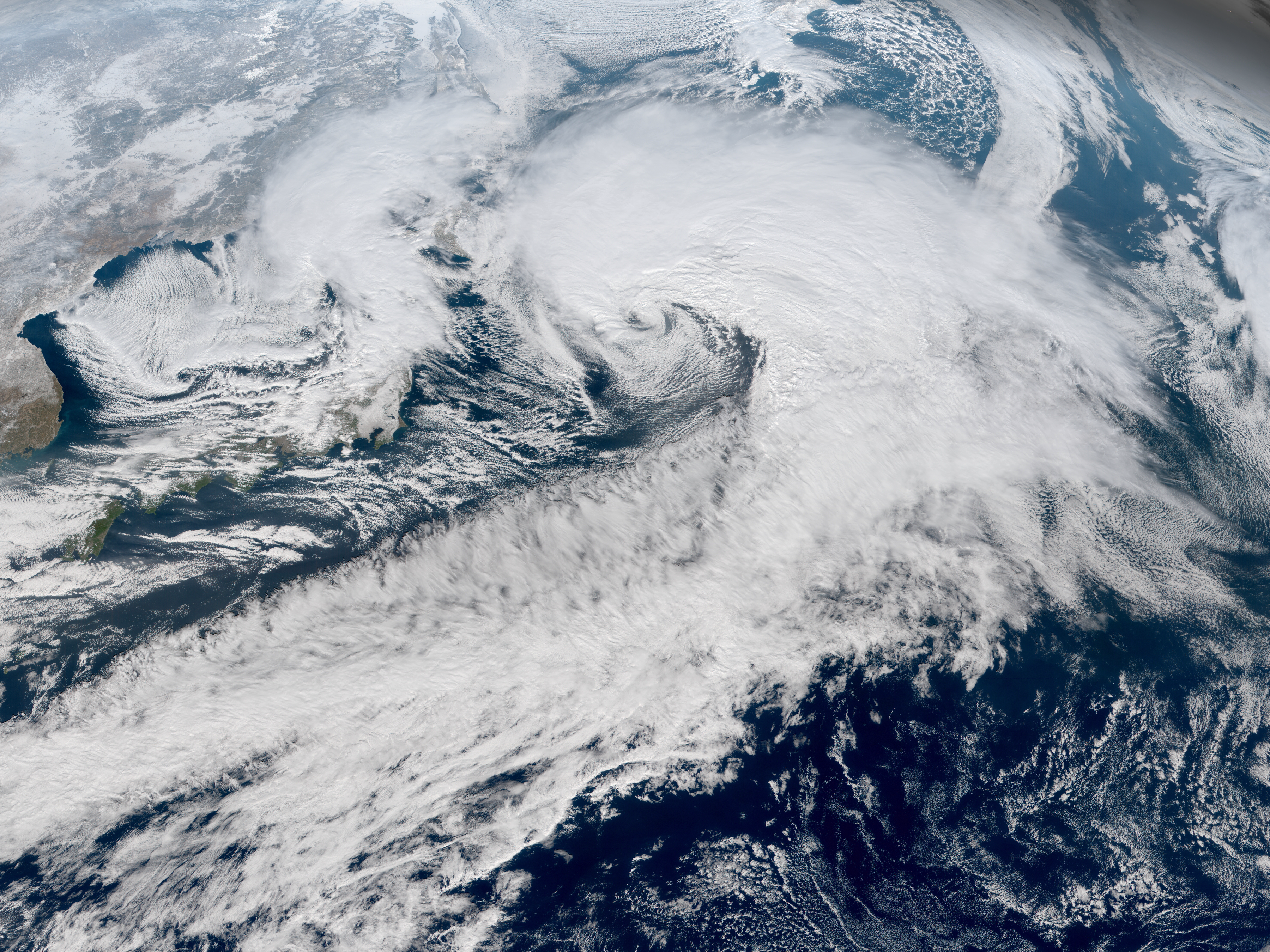

الإعصار خارج الاستوائي أو إعصار فوق مداري ويسمى أحياناً الإعصار الموجي هي مناطق ذات منخفض جوي، والتي تقوم مع الأعاصير العكسية في المناطق ذات الضغط المرتفع في تحريك الطقس في مناطق شتى على الأرض.
تتميز هذه الأعاصير عن الأعاصير الاستوائية أنها تتشكل كما يشير الاسم خارج المناطق الاستوائية.

## إعصار موجي
الإعصار الموجي هو منخفض جوي يتخذ شكل موجة تتشكل على طول جبهة كبرى -كالجبهة القطبية مثلاً -تتطور هذه الموجة حتى تصل إلى أقصى درجات كبرها ونضجها وفعاليتها، ثم تنكمش رويداً رويداً من على سطح الأرض, وتتحرك هذه الموجة من الغرب إلى الشرق في العروض الوسطى في نطاق سيادة الغربيات، والإعصار الموجي هو ما يعرف بالمنخفض الجوي الجبهي.

## المنخفض الجبهي
منخفض جبهي (Frontal Depression) ويعرف أيضاً بالمنخفض الحركي (الديناميكي), وبالمنخفض الموجي، وبالإعصار الموجي، وهو ذاك المنخفض المصحوب بجبهات جوية، فالمنخفض الجوي الجبهي الذي وصل في تطوره إلى مرحلة النضج يتألف من جبهتين إحداهما حارة، والأخرى باردة، يفصل بينهما قطاع من الهواء الحار، وتلتقي الجبهتان بعضهما ببعض في نقطة تكون قيمة الضغط الجوي فيها أخفض ما يكون.

## اقرأ أيضاً
- إعصار عكسي
- اعصار متوسطي شبيه استوائي